# Nicolò Corradini
Nicolò Corradini (Cremona, ? - 7 d'agost de 1646) va ser un compositor i organista italià.
Va ser deixeble d'Omobono Morsolino, a qui va succeir abans del 1611 com a organista de la Catedral de Cremona. El 1635 va substituir Tarquinio Merula com a maestro a la Capella delle Laudi. També va dirigir la m'suica a l'Accademia degli Animosi a la mateixa ciutat.
De la seva música vocal només se n'ha conservat algunes peces i un llibre de motets, un gènere cada vegada més popular a la Itàlia del seu temps. Dels 20 motets de la col·lecció, cinc són per a instruments solistes, però només dos, Proserpe lux venit i Deliciae meae esse cum Christo, incorporen la moderna agrupació de dos violins solistes. La resta està escrit per a conjunt instrumental, una forma més arcaica però que continua fins cap a la dècada de 1630, i que consisteix en un instrument agut (com el violí o el cornetí) i un de més greu (violone o trombó).
Corradini també va escriure música instrumental, en la qual les formes tradicionals amb d'altres de més modernes.